# Грузовой поезд

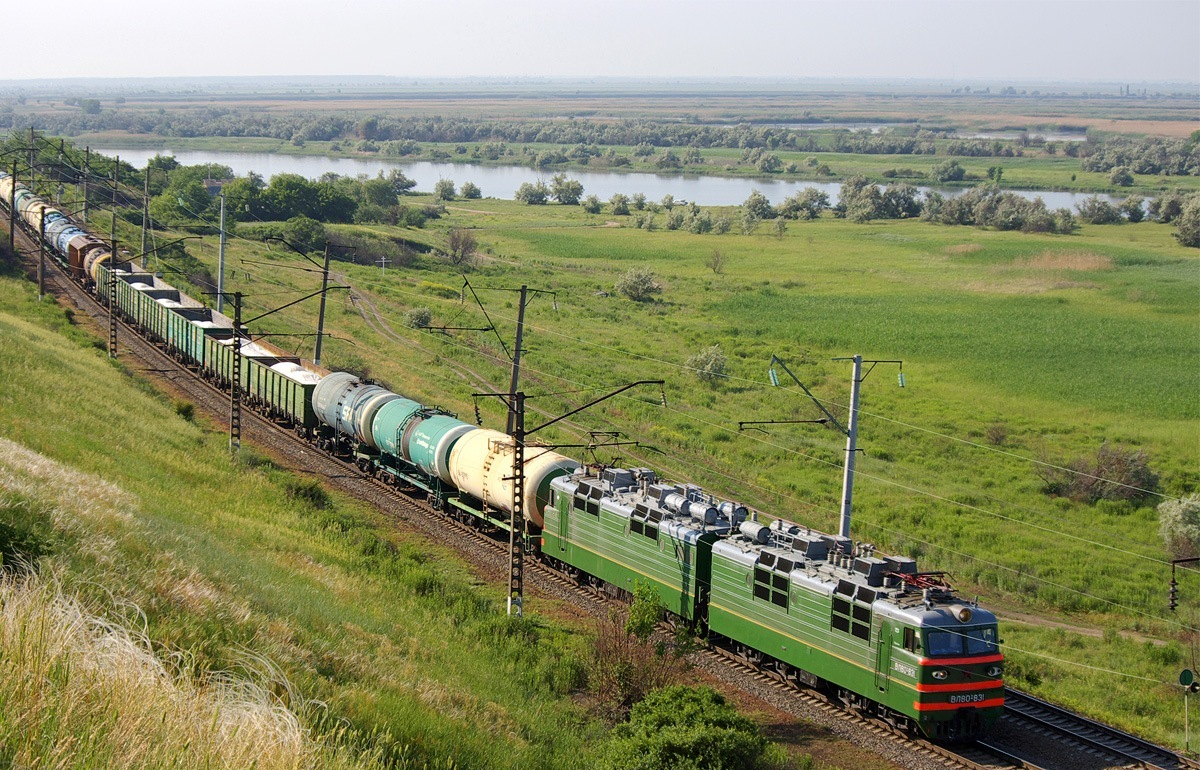
Грузовой поезд, ведомый электровозом ВЛ80Т (Ростовская область)

Грузо́вой по́езд — группа грузовых вагонов во главе с локомотивом. 
Поезд грузовой предназначен для перевозки различных грузов (товаров). Устаревшее название — товарный поезд, в просторечии товарняк (товарник).

## История
На окончание XIX столетия, поезда по своему назначению были пассажирские разных категорий (обыкновенные пассажирские, скорые, почтовые, курьерские, прямого сообщения или местные и так далее), товарные, смешанные, воинские и прочие.
На начало XX столетия, на железных дорогах по скорости хода различали поезда:
- товарные (12—25 км в час);
- товарно-пассажирские (20—30 км в час);
- пассажирские и почтовые (25—40 км.);
- скорые и курьерские (до 60 км в час и более), причем особенно скорые из них, для быстрых международных сообщений, получали специальные названия: поездов-молний, экспрессов и прочие[6].

## Классификация
- Ускоренные:
  - Контейнерные[7][8][9][10][11];
  - Скорые грузовые;
  - Рефрижераторные;
  - Для перевозки живности;
  - Для перевозки скоропортящихся продуктов;
  - Для перевозки военной техники и грузов;

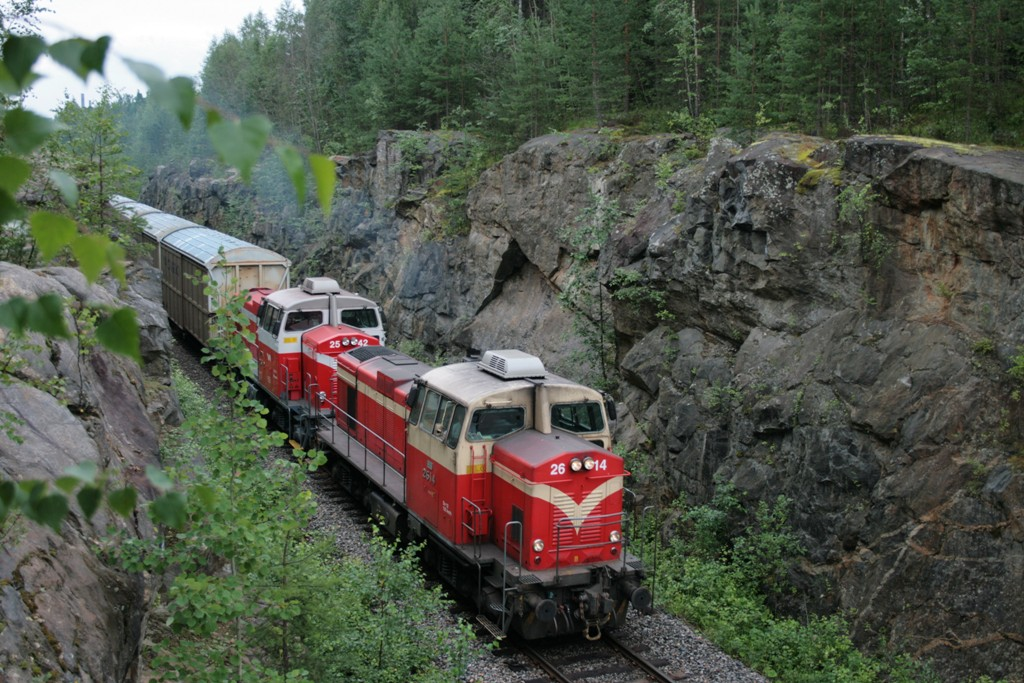
Грузовой поезд в Финляндии

- Сквозные — следующие без переработки не менее чем через одну техническую (сортировочную или участковую) станцию;
- Участковые — следующие без переработки от одной технической станции до другой;
- Сборные — для доставки вагонов на промежуточные станции;
- Сборно-раздаточные;
- Передаточные — для доставки вагонов с одной станции узла на другую;
- Вывозные — для вывоза групп вагонов с отдельных промежуточных станций участка;
- Грузовой длинносоставный — поезд, длина которого превышает максимальную норму, установленную графиком движения на участке следования, хотя бы на один условный вагон[12];
- Грузовой тяжеловесный — поезд, вес которого для соответствующих серий локомотивов на 100 тонн и более превышает установленную графиком движения весовую норму на участке следования;
- Грузовой повышенного веса — поезд весом более 6000 тонн;
- Грузовой повышенной длины — поезд, длина которого 350 осей[13] и более;
- Соединённый грузовой — состоящий из двух и более сцепленных между собой грузовых поездов, с действующими локомотивами в голове каждого поезда;

По дальности следования и характеру работы грузовые поезда разделяются на маршрутные, сквозные, участковые, сборные, вывозные и передаточные.
- Скоростные[15] и высокоскоростные грузовые поезда, например в Китае выпущен грузовой поезд со скоростью 350 км/ч.[16] Во Франции, Японии и Китае используют высокоскоростные поезда для перевозки почтовых грузов.[17]

## Именные грузовые поезда
В США принято давать отдельным грузовым поездам имена собственные. Эти поезда, как правило, доставляют фрукты, зелень с мест выращивания к крупным центрам потребления или переработки. Поезда курсируют по жёстким ниткам графика, с большой маршрутной скоростью. Вагоны, предназначенные для перевозки груза, рефрижераторные и снаружи украшены рекламой.

## Галерея

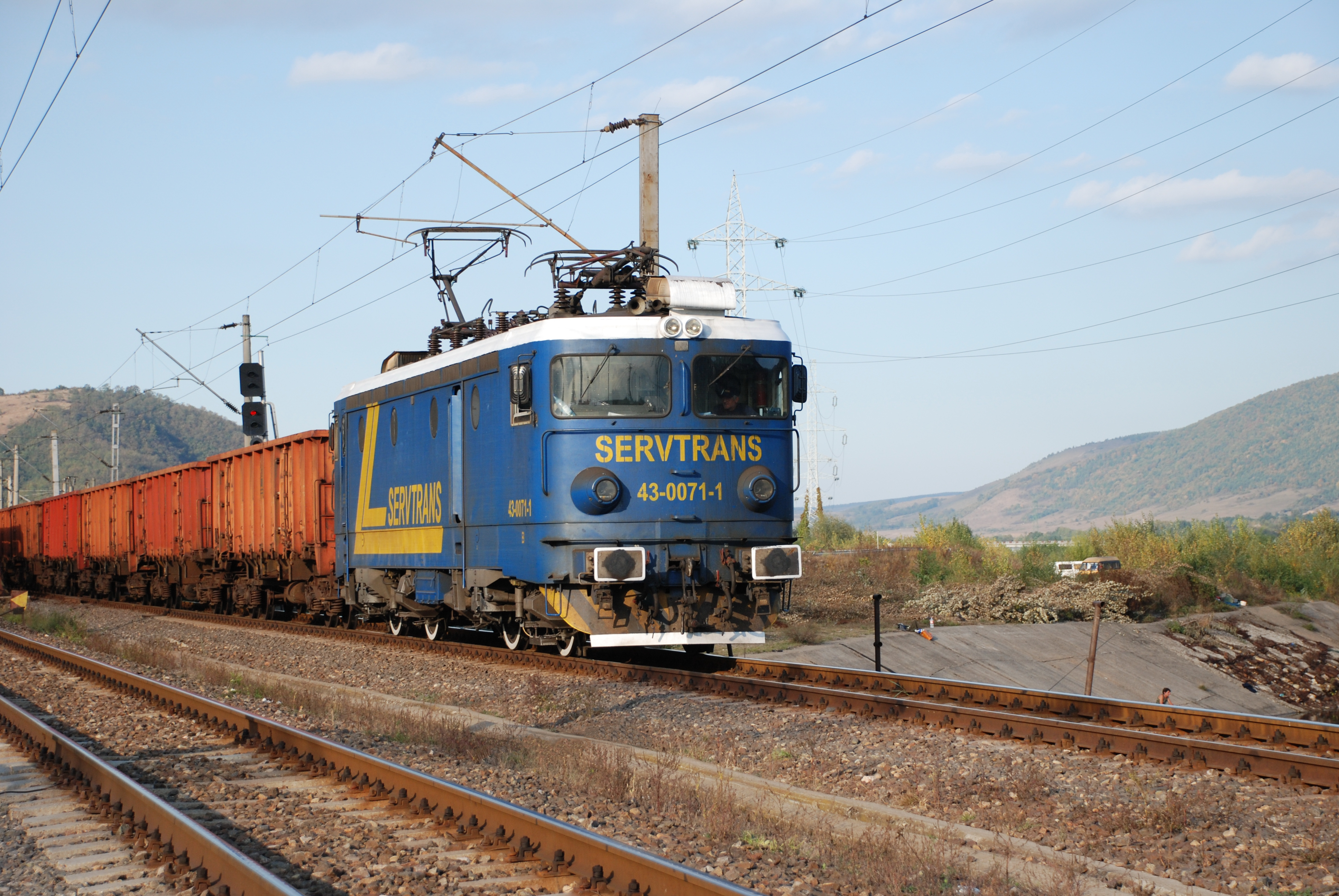
Электровоз LE3400 румынской компании Servtrans ведёт грузовой поезд из полувагонов
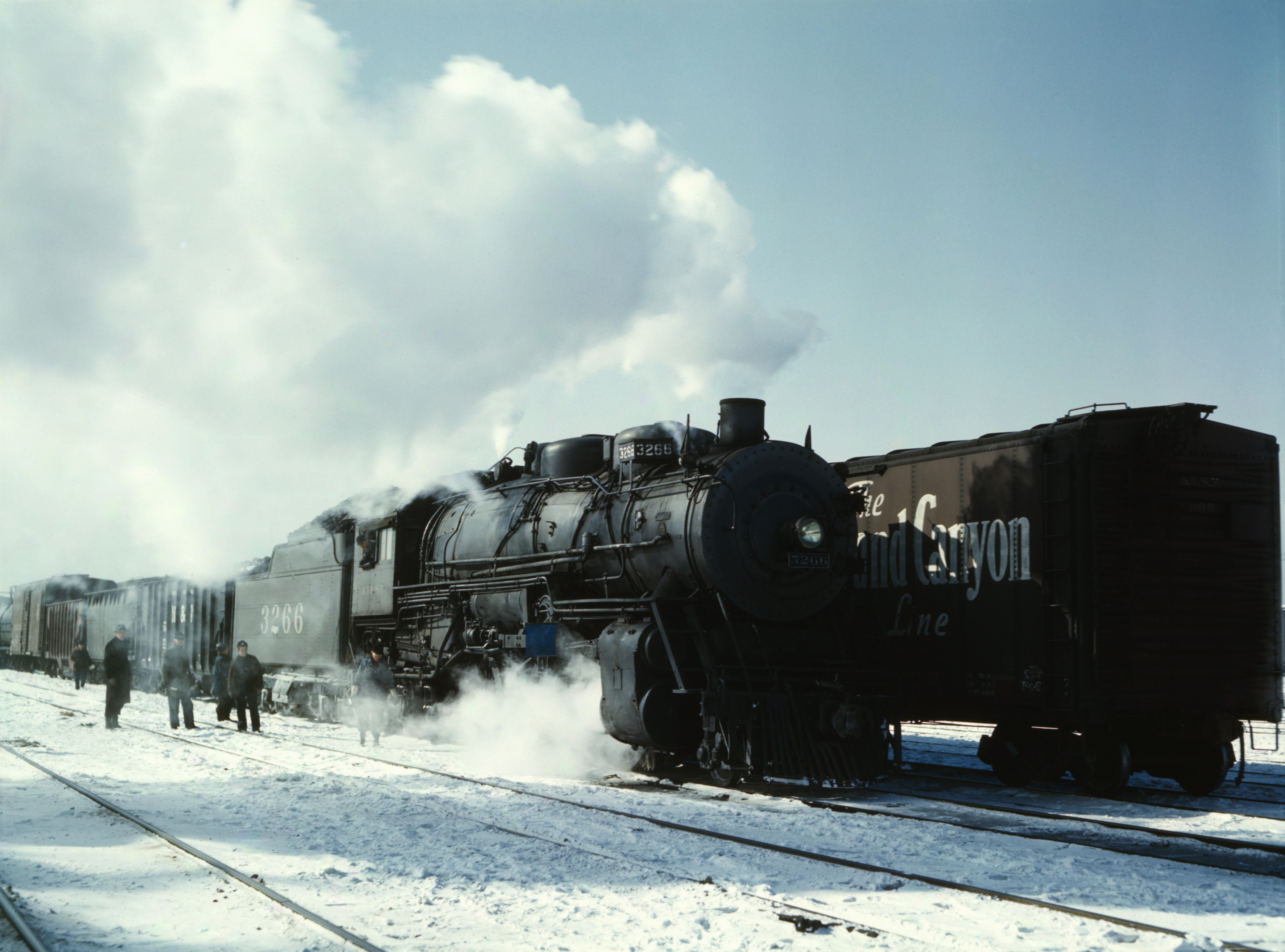
Грузовой поезд на станции дороги Atchison, Topeka and Santa Fe Railway. Во главе поезда паровоз